# Різдвяне вторгнення
Різдвяне вторгнення (англ. The Christmas Invasion) — 60-хвилинний різдвяний спецвипуск другого сезону поновленого британського науково-фантастичного телесеріалу «Доктор Хто». Уперше транслювався 25 грудня 2005 року на телеканалі BBC One. Цей епізод є першим різдвяним спецвипуском за історію телесеріалу, традиція транслювати які продовжилась в наступних сезонах. Це перший епізод, у якому роль Доктора повністю виконує Девід Теннант у ролі Десятого Доктора.
У різдвяному спецвипуску раса прибульців сікораксів проводить вторгнення на Землю, вимагаючи капітуляції людства, інакше його третина буде знищена. Події епізоду відбуваються в Лондоні.

## Сюжет

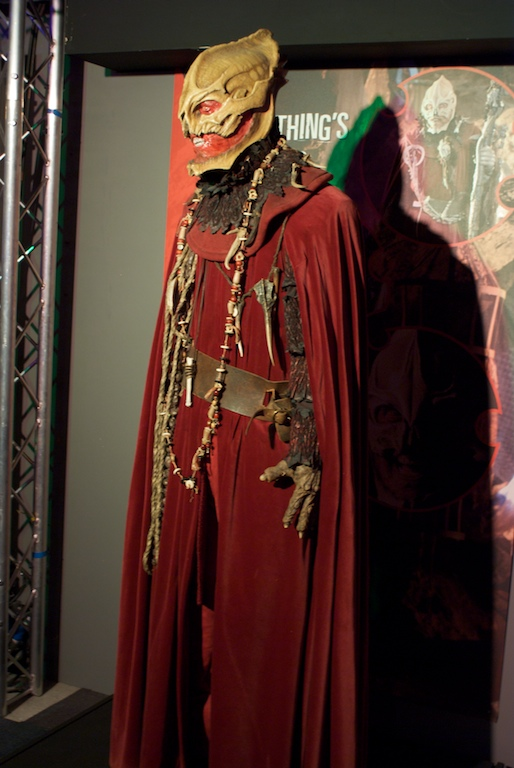
Сікоракси, показані на виставці Doctor Who Experience

Перероджений Десятий Доктор, що потерпає через побічні ефекти після регенерації, аварійно приземляється на TARDIS з Роуз у Лондоні. Він виходить назустріч Джекі та Міккі й втрачає рівновагу перед ними. Вони відводять його до квартири Джекі, де кладуть до ліжка. Доктор каже їм, що його регенерація пішла не так та припускає, що енергія його регенерації приманює до нього невидимого ворога, після чого непритомніє.
Марсовий космічний зонд «Гуневір-I» (англ. Guinevere One) перехоплюється гігантським космічним кораблем, що прямує до Землі. На трансляції з зонду, яку отримує Земля, з'являється обличчя сікоракса. Він вимагає від Землі капітуляції й використовує контроль крові людей, щоб змусити третину населення світу перейти в гіпнотичний стан. Сікоракс погрожує змусити цих людей покінчити життя самогубством, якщо половину населення світу не віддадуть прибульцям як рабів. Гаррієт Джонс, прем'єр-міністр Великої Британії, намагається почати переговори з сікораксами; її телепортують на корабель прибульців.
Роуз, Мікі та Джекі повертають Доктора до TARDIS, коли корабель сікораксів наближається до Лондона. Перш ніж Джекі зможе повернутися з додатковими запасами, TARDIS знаходять сікоракси; його телепортують на борт їх космічного корабля. Роуз виграє достатньо часу для того, щоб Доктор одужав, даючи йому пари з кинутої склянки чаю. Доктор припиняє контроль людей сікораксами через кров, а потім кидає виклик лідеру прибульців на боротьбу з мечами за Землю. Лідер прибульців відрізає руку Доктора у поєдинку. Оскільки перші 15 годин після регенерації ще не закінчились, втрачена рука знову регенерує в Доктора. Лідер намагається напасти на Доктора ззаду. Доктор скидає свого ворога з гори та перемагає.
Доктор наказує сікораксам покинути Землю та ніколи не повертатися, перш ніж повернути Роуз, Міккі та Гаррієт назад на Землю. Коли корабель сікораксів покидає Землю, Гаррієт наказує Торчвуду знищити корабель. Доктор розлючується на Гаррієт, яка намагається виправдати свої дії, нагадуючи Доктору, що він не завжди присутній на Землі, щоб рятувати планету. Доктор погрожує змістити британський уряд шістьма словами. Він шепоче помічнику Гаррієт: «Ви не думаєте, що вона виглядає втомленою?»
Вибравши новий одяг, Доктор приєднується до різдвяної вечері Роуз, Джекі та Міккі. Вони спостерігають, як Гаррієт по телебаченню відкидає погані чутки про її здоров'я, поступово втрачаючи довіру до себе.

## Знімання епізоду
В ролі вступної анімації епізоду використано попередню вступну анімацію з епізоду «Роуз», використовуючи нове аранжування тієї ж музики. Будівля конусоподібної форми, у якої вибухнуло все скло від ударної хвилі корабля — це споруда за адресою Сент-Мері Екс 30, також відома, як «the Gherkin». Частини епізоду були зняті в печерах Кліруелл у Глостерширі. Прообраз мечів сікораксів був проданий на аукціоні на eBay, щоб зібрати кошти на дитячу благодійну допомогу для Great Ormond Street Hospital. У підсумку було зібрано £920,51. Під час прямої трансляції на головній сторінці офіційного вебсайту BBC було зазначено: «РІЗДВЯНЕ ВТОРГНЕННЯ — на BBC One ЗАРАЗ. ХАРРІЄТ ДЖОНС КАЖЕ: Вимкніть цей вебсайт для Британії».

## Трансляція епізоду та відгуки
Нічні рейтинги для цього епізоду оцінювали максимальну аудиторію у 9,8 мільйона глядачів зі середньою оцінкою 9,4 мільйонів — друга найбільша програма за рейтингом вечора після «Мешканці Іст-Енду». Цей епізод був епізодом з найбільшою кількістю глядачів серед епізодів з Десятим Доктором, з підсумковим рейтингом 9,84 мільйона глядачів, без епізоду «Мандрівка проклятих», який отримав рейтинг 13,8 мільйона глядачів. Епізод «Різдвяне вторгнення» вважається одним з найкращих різдвяних спецвипусків серіалу. 2014 року понад 7 тис. читачів журналу «Радіо Таймз» вибрали «Різдвяне вторгнення» найкращим різдвяним спецвипуском «Доктора Хто», віддавши йому 24,92 % серед усіх голосів, а також на 10 % менше голосів було віддано за нього як за другий улюблений різдвяний спецвипуск.
На цифрових носіях глядачі епізоду мали змогу одразу після перегляду «Різдвяного вторгнення» натиснути червону кнопку пульта, щоби переглянути інтерактивний епізод «Атака Граска», написаний Гаретом Робертсом та за участю Теннанта у роді Доктора.

## Новелізація
Для цього епізоду було написано новелізації авторства Дженні Т. Колґан, з сюжетною лінією з «Доктор Хто: Діти у злиднях» 2005 року. Вона вийшла 5 квітня 2018 року в паперовому та цифровому форматі як частина Цільової колекції (англ. Target Collection).